# Wilhelm von den Steinen
Wilhelm von den Steinen (geboren 19. Februar 1859 in Viersen; gestorben 1. Mai 1934 in Berlin) war ein deutscher Zeichner und Illustrator.

## Leben
Wilhelm von den Steinen war ein Vetter des Arztes und Ethnologen Karl von den Steinen. 1883 bereitete er sich in der Deutschen Seewarte Hamburg bei Georg von Neumayer auf seine erste Südamerika-Forschungsreise vor, die er zusammen mit dem Geografen Otto Clauss (1858–1929) unter Leitung seines Vetters unternahm. Er sorgte für die Zeichnungen der Veröffentlichungen. 1887 waren beide erneut, diesmal mit Paul Ehrenreich und Peter Vogel in Brasilien unterwegs.
Wilhelm von den Steinen illustrierte auch für andere Ethnologen deren Bücher. 
- Illustrationen
- Karl von den Steinen: Durch Central-Brasilien – Expedition zur Erforschung des Schingú im Jahre 1884
- Abbildung in Arthur Baessler: Altperuanische Kunst (1902)
- Titelseite zu Cäcilie Seler: Auf alten Wegen in Mexiko und Guatemala (1897)
- Abbildung bei Cäcilie Seler (1897)
- Hochzeit
- Eugenia Salamensis